# Iridopagurus reticulatus
Iridopagurus reticulatus är en kräftdjursart som beskrevs av García Gómez 1983. Iridopagurus reticulatus ingår i släktet Iridopagurus och familjen eremitkräftor. Inga underarter finns listade i Catalogue of Life.